# Julie d’Aubigny

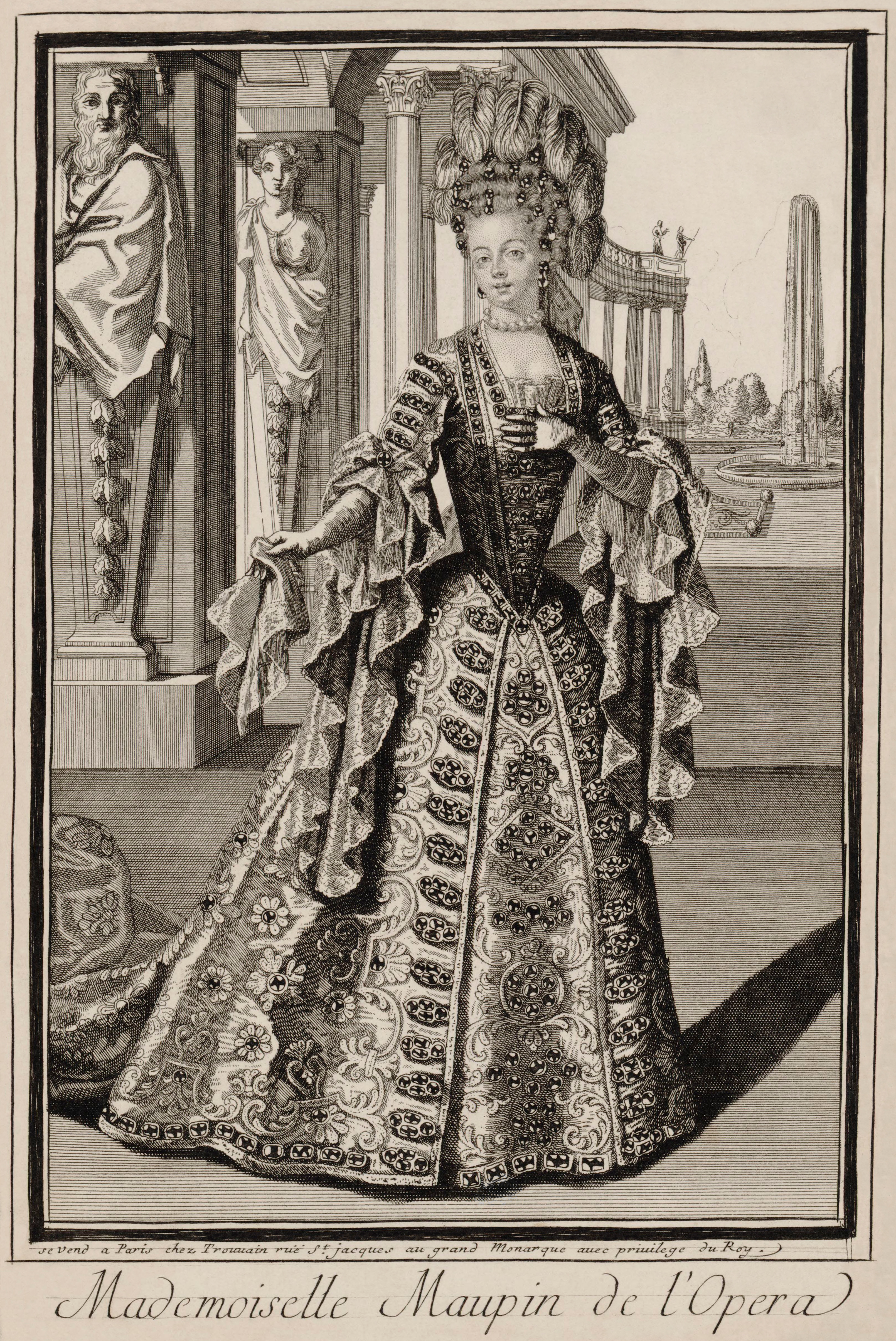
Porträt von Julie d’Aubigny, ca. 1700

Julie d’Aubigny (* 1670 oder 1673; † 1707 in der Provence), auch bekannt als Mademoiselle Maupin oder la Maupin, war eine französische Schwertkämpferin und Opernsängerin.

## Leben
Julie d’Aubigny war die einzige Tochter von Gaston d’Aubigny, dem Sekretär des Grafen d’Armagnac Louis de Lorraine. Zunächst lebte sie mit ihrem Vater in der Reitschule des Tuilerienpalastes in Paris und zog 1682 mit dem Hofstaat nach Versailles. Ihr Vater, der für die Ausbildung königlicher Pagen zuständig war, ließ Julie eine ähnliche Ausbildung angedeihen. So genoss sie eine hohe Bildung, erlernte das Lesen, Zeichnen, Tanzen, Literatur und Fechten. Mit 14 Jahren ging sie eine Liebesaffäre mit dem Grafen d’Armagnac ein. Um ihr Ansehen zu schützen, ließ dieser sie mit dem Sieur de Maupin aus Saint-Germain-en-Laye verheiraten, der kurz darauf nach Toulouse versetzt wurde, während Julie in Paris blieb.
Später verdiente sie ihren Lebensunterhalt, indem sie mit Séranne, ihrem Fechtlehrer, auf Jahrmärkten in Schaukämpfen auftrat, bei denen sie als Mann verkleidet war. Auch Gesangsdarbietungen gehörten zu ihren Auftritten. In Marseille verließ sie Séranne, der auch ihr Liebhaber gewesen war, und schloss sich der Operntruppe des Komponisten Pierre Gaultier an. Bei einem ihrer Auftritte im Jahr 1689 lernte sie die Tochter eines örtlichen Kaufmanns kennen, die im Publikum saß; beide verliebten sich ineinander. Als die Eltern des namentlich nicht bekannten „blonden Mädchens“ von der Beziehung ihrer Tochter zu Julie erfuhren, wurde die Kaufmannstochter im Konvent der Visitantinnen in Avignon untergebracht. Daraufhin soll sich Julie durch Täuschung Zugang zum Konvent verschafft und es angezündet haben, um ihre Freundin zu befreien. Später wurde sie deswegen in Marseille der Entführung und Brandstiftung angeklagt und zum Tode verurteilt.
Bei ihrer Rückkehr nach Paris nahm sie auf der Suche nach einem Mentor Kontakt zu dem Opernsänger Gabriel-Vincent Thévenard auf, der ihr musikalisches Talent erkannte und sie der Pariser Oper empfahl. Die Verantwortlichen dort bewegten König Ludwig XIV., das Todesurteil gegen Julie aufzuheben. Mit nur 17 Jahren erhielt sie 1690, ohne Noten lesen zu können, doch aufgrund ihrer schönen Stimme ein Engagement an der berühmten Opernbühne und debütierte unter dem Namen Mademoiselle Maupin in der Rolle der Pallas Athene in der Tragédie lyrique Cadmus et Hermione von Jean-Baptiste Lully.
Ihr kometenhafter Aufstieg in Paris fand ein jähes Ende, als sie sich als Mann verkleidet auf einen Ball begab, dort eine Frau geküsst haben soll und von drei Männern zum Duell aufgefordert wurde, die sie in die Knie zwang. Insgesamt soll sie in ihrem Leben mehr als zehn Männer in Fechtkämpfen getötet haben. In einem diesbezüglichen Gerichtsprozess wurde sie ein weiteres Mal zum Tode verurteilt, doch gelang es ihr auch in diesem Fall, eine Begnadigung durch den König zu erwirken. Danach ging sie nach Brüssel und trat an der dortigen Opéra du Quai au Foin auf. In Brüssel wurde sie die Geliebte von Maximilian II. Emanuel, dem Kurfürsten von Bayern.
Nach Stationen an verschiedenen Opernbühnen (darunter abermals in Versailles) lernte sie im Jahr 1703 die wohlhabende Madame la Marquise de Florensac kennen, bei der sie fortan lebte. Als die Marquise 1705 einem Fieber erlag, zog sich Julie de Maupin in ein Kloster in der Provence zurück, wo sie 1707 im Alter von 33 Jahren starb. Als Sängerin trat sie letztmals in La vénitienne von Michel de La Barre 1705 in Erscheinung.

## Rezeption
Théophile Gautier stützte die Titelrolle Madeleine de Maupin seines Romans Mademoiselle de Maupin aus dem Jahr 1835 lose auf sie.
Nach Gautiers Mademoiselle de Maupin ist La Maupin in unterschiedlichen Medien dargestellt worden.
- Labie, Charles und Augier, Joanny: La Maupin, ou Une vengeance d'actrice: comédie-vaudeville en un acte Mifliez, Paris 1839 (französisch).
- Madamigella di Maupin, 1966, Film (italienisch).
- Evans, Henri: Amand und La petite Maupin, France Loisirs, Paris 1980 bzw. 1985 (französisch).
- Dautheville, Anne-France: Julie, chevalier de Maupin, J.-C. Lattes, Paris 1995 (französisch).
- Julie, chevalier de Maupin,[2] 2004, Mini-TV-Serie (französisch).
- Gardiner, Kelly: Goddess, 2014.
- La Maupin, the Musical,[3] Uraufführung beim Fresh Fruit Festival in New York City, 2017.
- Foster, Christopher: D'Aubigny, a 17th century bisexual disaster RPG, Indie-Pen-&-Paper-Rollenspiel, um 2019.
- Revenge Song: A Vampire Cowboys Creation, Theaterstück, uraufgeführt im Geffen Playhouse, Los Angeles, 2020.
- Julie[4], Film-Oper von La Camerata,[5] 2020.